# Языковая политика в России
Языковая политика в России — система мероприятий в сфере языковой ситуации России, проводимая властями и общественными институтами страны.
Конституция Российской Федерации, Закон РФ от 25 октября 1991 г. № 1807-I «О языках народов Российской Федерации», Федеральный закон от 1 июня 2005 г. № 53-ФЗ «О государственном языке Российской Федерации» содержат не только нормы, касающиеся защиты и охраны языка, но и детальную регламентацию отношений по использованию языка как средства общения (преимущественно официального). Термин «государственный язык Российской Федерации» впервые появился в Законе РФ «О языках народов Российской Федерации». Согласно данному Закону государственным языком на всей территории Российской Федерации является русский язык, что впоследствии было закреплено в Конституции РФ и в Федеральном законе «О государственном языке Российской Федерации». Основным субъектом, использующим государственный язык, является система публичной власти, поскольку основное назначение государственного языка проявляется в обеспечении ее бесперебойного функционирования. Некоторые специалисты, используя термин «правовая языковая политика», подчеркивают не только идеологические аспекты языковой политики, но и то обстоятельство, что это всегда государственная политика в рамках действующих правовых норм и институтов.
Издаётся энциклопедический словарь-справочник «Красная книга языков народов России», аналог Красной книги ЮНЕСКО по исчезающим языкам.

## Государственные языки России
Государственным языком России на всей её территории в соответствии со статьёй 68 Конституции является русский язык. Республики, входящие в состав страны, вправе устанавливать свои государственные языки, которые употребляются наряду с государственным языком Российской Федерации. Вместе с тем право республик устанавливать свои государственные языки не означает права национальных меньшинств на государственный статус их языков, что в ряде случаев приводит к нарушению их языковых прав. В частности, в Республике Карелия государственный статус карельского языка не признан, несмотря на настояния собственно карельского населения.
Несмотря на отсутствие прямого закрепления в Конституции права автономных округов и автономной области устанавливать собственные государственные языки, указанные субъекты Российской Федерации устанавливают официальный статус этих языков собственными уставами и законами. Однако, как правило, в субъектах РФ единственным официальным языком является только русский.
Государственный язык Российской Федерации выполняет ряд функций: 1) функцию иллюстрирования суверенного статуса российского государства; 2) функцию укрепления межнациональных связей народов Российской Федерации в едином многонациональном государстве, т.е., по сути, интегративную функцию; 3) коммуникативную функцию - функцию общения. Государственный язык является основным средством общения между государством и гражданином; 4) функцию обеспечения деятельности органов публичной власти.
Как федеральный, так и республиканские государственные языки обладают схожими признаками: 1) все эти языки изначально создаются народами, и впоследствии государственное образование придает им соответствующий статус государственного языка, закрепляя в Конституции и остальном законодательстве; 2) основное назначение данных языков - использование в сферах деятельности органов государственной власти, местного самоуправления, учреждений и организаций; 3) эти языки являются объектами особой защиты и поддержки со стороны их носителей.
Правовой статус указанных языков различен в следующем: 1) территории использования этих языков в качестве государственных неодинаковы; 2) государственный язык Российской Федерации устанавливается Конституцией Российской Федерации; государственные языки республик устанавливаются конституциями республик, и вопросы, связанные со статусом последних, регулируются как федеральным, так и республиканским законодательством; 3) государственным языком Российской Федерации является язык многонационального народа Российской Федерации как социально-политической общности. Существует связь между многонациональным народом, государством и государственным языком; 4) установление какого-либо языка или нескольких языков в качестве государственных это право, а не обязанность республики.

## Образование на языках России
Образование на коренных языках осуществляется в основном в республиках. В 1920-х — первой половине 1930-х годов обучение было организовано на 48 языках коренных национальностей.
В статье 9 «Право на выбор языка образования» Закона Российской Федерации от 25 октября 1991 года № 1807-1 «О языках народов Российской Федерации» говорится:
1. Граждане Российской Федерации имеют право свободного выбора языка образования в соответствии с законодательством об образовании.
2. Гражданам Российской Федерации, проживающим за пределами своих национально-государственных и национально-территориальных образований, а также гражданам, не имеющим таковых, представителям малочисленных народов и этнических групп государство оказывает содействие в организации различных форм получения образования на родном языке из числа языков народов Российской Федерации в соответствии с их потребностями и интересами.
В Республиках Башкортостан, Татарстан, Саха (Якутия) были приняты законы, в соответствии с которыми граждане России, обучающиеся на территории этих регионов, помимо русского языка как государственного языка РФ, обязаны изучать также башкирский, татарский, якутский языки соответственно.
Национально-региональный компонент государственного стандарта общего образования — компонент государственного стандарта общего образования. Устанавливался республикой — субъектом Российской Федерации. Отменён 1 декабря 2007 года Федеральным законом № 309-ФЗ «О внесении изменений в отдельные законодательные акты РФ в части изменения понятия и структуры государственного образовательного стандарта».
В статьях  11 и 14 Федерального закона от 29 декабря 2012 г. № 273-ФЗ «Об образовании в Российской Федерации» урегулированы вопросы обеспечения прав граждан Российской Федерации на добровольное изучение родного языка из числа языков народов Российской Федерации и государственных языков республик, находящихся в составе Российской Федерации. В Законе указано, что преподавание и изучение государственных языков республик Российской Федерации осуществляются на добровольной основе не в ущерб преподаванию и изучению государственного языка Российской Федерации, а право на изучение родного языка из числа языков народов Российской Федерации реализуется в пределах возможностей, предоставляемых системой образования, с учетом потребностей обучающихся и их родителей (законных представителей). Кроме того, учет мнения обучающихся и их родителей (законных представителей) при выборе языка обучения и воспитания, изучаемого родного языка из числа языков народов Российской Федерации и государственных языков республик Российской Федерации должен осуществляться на основании письменных заявлений родителей (законных представителей).
Летом 2018 года был принят федеральный закон, который разрешил обучающимся в школах Российской Федерации выбирать язык, который они считают и изучают как родной. Этот закон вызвал протесты в национальных республиках, в первую очередь в Башкортостане и Татарстане.

## Печатные СМИ на языках России
В 2010 году в России на русском языке печаталось 99,4 % книг, 99,8 % журналов, 98,3 % газет (по тиражу).

### Печатные СМИ по языкам
Печатные СМИ по языкам, на основе доклада по Российской Федерации Совета Европы:
| Язык                | Выпуск газет на языках народов России (число изданий по состоянию на 1996 г.) | Годовой тираж газет на языках народов России (по состоянию на 1996 г.) | Количество журнальных изданий на языках народов России (по состоянию на 1996 г.) | Годовой тираж журнальных изданий на языках народов России (по состоянию на 1996 г. /тыс. экз./) | численность народа в России (2002) | Список                                                  |
| ------------------- | ----------------------------------------------------------------------------- | ---------------------------------------------------------------------- | -------------------------------------------------------------------------------- | ----------------------------------------------------------------------------------------------- | ---------------------------------- | ------------------------------------------------------- |
| Абазинский          | 1                                                                             | 422                                                                    | 0                                                                                | 0                                                                                               | 37 942                             |                                                         |
| Агульский           | 0                                                                             | 0                                                                      | 0                                                                                | 0                                                                                               | 28 297                             |                                                         |
| Аварский            | 11                                                                            | 4497                                                                   | 1                                                                                | 6                                                                                               | 814 473                            | Список аварских печатных СМИ (авар.)                    |
| Адыгейский          | 2                                                                             | 1706                                                                   | 2                                                                                | 5                                                                                               | 128 528                            | ady:Адыгабзэ газетхэмрэ журналхэмрэ я список (ады.)     |
| Алтайский           | 2                                                                             | 974                                                                    | 2                                                                                | 5                                                                                               | 67 239                             | Список алтайских печатных СМИ (алт.)                    |
| Балкарский          | 1                                                                             | 900                                                                    | 2                                                                                | 2                                                                                               | 108 426                            | Список карачаево-балкарских печатных СМИ (карач.-балк.) |
| Башкирский          | 30                                                                            | 27059                                                                  | 9                                                                                | 1541                                                                                            | 1 673 389                          | Список башскирских печатных СМИ (баш.)                  |
| Бурятский           | 7                                                                             | 1305                                                                   | 0                                                                                | 0                                                                                               | 445 175                            | Список бурятских печатных СМИ (баш.)                    |
| Вепсский            | 1                                                                             | ?                                                                      | 2                                                                                | ?                                                                                               | 8240                               | Список вепсских печатных СМИ (вепс.)                    |
| Даргинский          | 1                                                                             | 275                                                                    | 1                                                                                | 2                                                                                               | 510 156                            |                                                         |
| Долганский          | 0                                                                             | 0                                                                      | 0                                                                                | 0                                                                                               | 801                                |                                                         |
| Ингушский           | 0                                                                             | 0                                                                      | 1                                                                                | 3                                                                                               | 413 016                            | Список ингушских печатных СМИ (ингуш.)                  |
| Ительменский        | 0                                                                             | 0                                                                      | 0                                                                                | 0                                                                                               | 3180                               |                                                         |
| Кабардинский        | 3                                                                             | 3047                                                                   | 1                                                                                | 5                                                                                               | 519 958                            | Список кабардино-черкесских печатных СМИ (каб-чер.)     |
| Калмыцкий           | 1                                                                             | 1225                                                                   | 2                                                                                | 48                                                                                              | 173 996                            | Список калмыцких печатных СМИ (калм.)                   |
| Карачаевский        | 1                                                                             | 1260                                                                   | 0                                                                                | 0                                                                                               | 192 182                            | Список карачаево-балкарских печатных СМИ (карач.-балк.) |
| Карельский          | 3                                                                             | ?                                                                      | 2                                                                                | ?                                                                                               | 93 344                             | Список карельских печатных СМИ (карел.)                 |
| Кетский             | 0                                                                             | 0                                                                      | 0                                                                                | 0                                                                                               | 1494                               |                                                         |
| Коми                | 4                                                                             | 1381                                                                   | 3                                                                                | 107                                                                                             | 293 406                            | Список коми печатных СМИ (ком.)                         |
| Коми-пермяцкий      | 0                                                                             | 0                                                                      | 0                                                                                | 0                                                                                               | 125 235                            | Список коми-пермяцких печатных СМИ (коми-перм.)         |
| Корякский           | 0                                                                             | 0                                                                      | 0                                                                                | 0                                                                                               | 8743                               |                                                         |
| Кумыкский           | 4                                                                             | 855                                                                    | 1                                                                                | 2                                                                                               | 422 409                            | Список кумыкских печатных СМИ (кум.)                    |
| Лакский             | 4                                                                             | 330                                                                    | 1                                                                                | 2                                                                                               | 156 545                            | Список лакских печатных СМИ (лак.)                      |
| Лезгинский          | 2                                                                             | 438                                                                    | 1                                                                                | 2                                                                                               | 411 535                            | Список лезгинских печатных СМИ (лезг.)                  |
| Мансийский          | 1                                                                             | 20                                                                     | 0                                                                                | 0                                                                                               | 11 432                             |                                                         |
| Марийский (горный)  | 1                                                                             | 350                                                                    | 1                                                                                | 1                                                                                               |                                    | Список горномарийских печатных СМИ (горномар.)          |
| Марийский (луговой) | 13                                                                            | 4820                                                                   | 4                                                                                | 149                                                                                             |                                    | Список луговомарийских печатных СМИ (луговомар.)        |
| Мордовский (мокша)  | 1                                                                             | 1005                                                                   | 2                                                                                | 72                                                                                              |                                    | Список мокшанских печатных СМИ (мокш.)                  |
| Мордовский (эрзя)   | 2                                                                             | 318                                                                    | 2                                                                                | 54                                                                                              |                                    | Список эрзянских печатных СМИ (эрз.)                    |
| Нанайский           | 0                                                                             | 0                                                                      | 0                                                                                | 0                                                                                               | 12 160                             | Список нанайских печатных СМИ (нан.)                    |
| Нганасанский        | 0                                                                             | 0                                                                      | 0                                                                                | 0                                                                                               | 834                                |                                                         |
| Ненецкий            | 1                                                                             | 30                                                                     | 0                                                                                | 0                                                                                               | 41 302                             |                                                         |
| Нивхский            | 0                                                                             | 0                                                                      | 0                                                                                | 0                                                                                               | 5162                               |                                                         |
| Ногайский           | 2                                                                             | 449                                                                    | 0                                                                                | 0                                                                                               | 90 666                             | Список ногайских печатных СМИ (ног.)                    |
| Осетинский          | 3                                                                             | 4730                                                                   | 3                                                                                | 7                                                                                               | 514 875                            | Список осетинских печатных СМИ (осет.)                  |
| Русский             | 4604                                                                          | 7644040                                                                | 2620                                                                             | 381174                                                                                          | 111 016 896                        |                                                         |
| Рутульский          | 0                                                                             | 0                                                                      | 0                                                                                | 0                                                                                               | 29 929                             |                                                         |
| Саамский            | 0                                                                             | 0                                                                      | 0                                                                                | 0                                                                                               | 1991                               |                                                         |
| Селькупский         | 0                                                                             | 0                                                                      | 0                                                                                | 0                                                                                               | 4249                               |                                                         |
| Табасаранский       | 0                                                                             | 0                                                                      | 1                                                                                | 2                                                                                               | 131 785                            | Список табасаранских печатных СМИ (таб.)                |
| Татарский           | 91                                                                            | 65090                                                                  | 17                                                                               | 2610                                                                                            | 5 554 601                          | Список татарских печатных СМИ (татар.)                  |
| Татский             | 0                                                                             | 0                                                                      | 0                                                                                | 0                                                                                               | 2303                               |                                                         |
| Тофаларский         | 0                                                                             | 0                                                                      | 0                                                                                | 0                                                                                               | 837                                |                                                         |
| Тувинский           | 7                                                                             | 2443                                                                   | 2                                                                                | 10                                                                                              | 243 442                            | Список тувинских печатных СМИ (тувин.)                  |
| Удмуртский          | 9                                                                             | 3235                                                                   | 4                                                                                | 76                                                                                              | 636 906                            | Список удмуртских печатных СМИ (удм.)                   |
| Финский             | 1                                                                             | ?                                                                      | 2                                                                                | ?                                                                                               | ?                                  |                                                         |
| Хакасский           | 0                                                                             | 0                                                                      | 0                                                                                | 0                                                                                               | 75 622                             |                                                         |
| Хантыйский          | 1                                                                             | 30                                                                     | 0                                                                                | 0                                                                                               | 28 678                             |                                                         |
| Цахурский           | 0                                                                             | 0                                                                      | 0                                                                                | 0                                                                                               | 10 366                             |                                                         |
| Черкесский          | 0                                                                             | 0                                                                      | 0                                                                                | 0                                                                                               | 60 517                             | Список кабардино-черкесских печатных СМИ (каб-чер.)     |
| Чеченский           | 2                                                                             | 118                                                                    | 1                                                                                | 20                                                                                              | 1 360 253                          | Список чеченских печатных СМИ (чеч.)                    |
| Чувашский           | 30                                                                            | 20841                                                                  | 6                                                                                | 452                                                                                             | 1 637 094                          | Список чувашских печатных СМИ (чув.)                    |
| Чукотский           | 0                                                                             | 0                                                                      | 0                                                                                | 0                                                                                               | 15 767                             |                                                         |
| Шорский             | 0                                                                             | 0                                                                      | 0                                                                                | 0                                                                                               | 13 975                             |                                                         |
| Эвенкийский         | 0                                                                             | 0                                                                      | 0                                                                                | 0                                                                                               | 35 527                             |                                                         |
| Эвенский            | 0                                                                             | 0                                                                      | 0                                                                                | 0                                                                                               | 19 071                             |                                                         |
| Эскимосский         | 0                                                                             | 0                                                                      | 0                                                                                | 0                                                                                               | 1750                               |                                                         |
| Юкагирский          | 0                                                                             | 0                                                                      | 0                                                                                | 0                                                                                               | 1509                               |                                                         |
| Якутский            | 26                                                                            | 22129                                                                  | 3                                                                                | 50                                                                                              | 443 852                            | Список якутских печатных СМИ (якут.)                    |

## Билингвизм в России
На территории Российской Федерации билингвизм распространён в республиках Алтай, Башкортостан, Татарстан, Чувашия, Республике Саха (Якутия), республиках Северного Кавказа, Бурятии и других регионах. В этих республиках языковая ситуация имеет следующую типичную структуру: городское население зачастую говорит только на русском языке или имеет некоторое знание языка автохтонного этноса (коренного народа). Сельское население часто владеет языком родного этноса, владение русским языком может быть неуверенным или неполным. Другой тип билингвизма (русский как родной и знание другого языка) распространён реже.

## Книгоиздание на языках России
Выпуск книг и брошюр в России на языках народов мира за 2009 и 2024 годы.
| Языки                              | Кол-во названий книг и брошюр 2009 | Кол-во названий книг и брошюр 2024 | Общий тираж, тыс. экз 2009. | Общий тираж, тыс. экз 2024 |
| ---------------------------------- | ---------------------------------- | ---------------------------------- | --------------------------- | -------------------------- |
| Всего                              | 121738                             | 101482                             | 653843.7                    | 367371.23                  |
| абазинский                         | 2                                  | 12                                 | 0.8                         | 4.14                       |
| абхазский                          | 1                                  | 16                                 | 1.0                         | 4.80                       |
| аварский                           | 21                                 | 42                                 | 70.0                        | 98.83                      |
| агульский                          | 1                                  | 1                                  | 0.5                         | 0.30                       |
| адыгейский                         | 1                                  | 18                                 | 0.5                         | 4.80                       |
| азербайджанский                    | 1                                  |                                    | 4.0                         |                            |
| английский                         | 1124                               | 1526                               | 4076.5                      | 1850.69                    |
| арабский                           | 3                                  | 32                                 | 56.0                        | 46.07                      |
| армянский                          | 2                                  | 2                                  | 03.1                        | 2.10                       |
| башкирский                         | 154                                | 123                                | 812.5                       | 445.70                     |
| белорусский                        | 2                                  | 2                                  | 1.0                         | 0.30                       |
| болгарский                         |                                    | 1                                  | 0.10                        |                            |
| бурятский                          | 23                                 | 15                                 | 40.4                        | 11.37                      |
| венгерский                         |                                    | 1                                  |                             | 0.15                       |
| вепсский                           | 2                                  | 3                                  | 0.6                         | 0.7                        |
| вьетнамский                        |                                    | 1                                  |                             | 0.10                       |
| горско-еврейский (джуури, джухури) |                                    | 1                                  |                             | 0.1                        |
| греческий                          | 1                                  | 3                                  | 0.5                         | 2.05                       |
| даргинский                         | 12                                 | 30                                 | 6.0                         | 42.69                      |
| дари                               | 1                                  | 1                                  | 1.0                         | 0.50                       |
| датский                            |                                    | 1                                  |                             | 0.1                        |
| дигорский                          | 2                                  |                                    | 1.0                         |                            |
| долганский                         |                                    | 1                                  |                             | 0.13                       |
| иврит                              |                                    | 3                                  |                             | 5.05                       |
| ингушский                          | 4                                  | 4                                  | 31.0                        | 1.90                       |
| испанский                          | 29                                 | 38                                 | 98.5                        | 26.17                      |
| итальянский                        | 6                                  | 10                                 | 95.5                        | 5.90                       |
| кабардино-черкесский               | 25                                 | 6                                  | 72.7                        | 7.82                       |
| кабардинский                       |                                    | 8                                  |                             | 18.13                      |
| казахский                          | 22                                 | 10                                 | 178.0                       | 6.71                       |
| калмыцкий                          | 3                                  |                                    | 0.7                         |                            |
| каракалпакский                     | 2                                  | 2                                  | 4.0                         | 3.46                       |
| карачаево-балкарский               | 19                                 | 8                                  | 32.6                        | 2.34                       |
| карачаевский                       |                                    | 6                                  |                             | 10.90                      |
| карельский                         | 1                                  | 2                                  | 0.3                         | 0.60                       |
| киргизский                         | 10                                 | 1                                  | 272.0                       | 0.30                       |
| китайский                          | 1                                  | 35                                 | 0.5                         | 52.24                      |
| коми-зырянский, коми               | 35                                 | 9                                  | 38.5                        | 4.30                       |
| коми-пермяцкий                     | 3                                  | 6                                  | 1.3                         | 3.00                       |
| корейский                          |                                    | 8                                  |                             | 20.50                      |
| корякский                          | 1                                  | 2                                  | 0.8                         | 0.32                       |
| крымскотатарский                   |                                    | 16                                 |                             | 25.56                      |
| кумыкский                          | 9                                  | 25                                 | 4.3                         | 40.93                      |
| курдский                           |                                    | 1                                  |                             | 0.05                       |
| лакский                            | 8                                  | 23                                 | 4.0                         | 11.38                      |
| латинский                          | 3                                  |                                    | 3.2                         |                            |
| лезгинский                         | 11                                 |                                    | 6.0                         |                            |
| марийский, горно-марийский         | 29                                 | 3                                  | 32.9                        | 0.70                       |
| мокшанский                         | 11                                 |                                    | 4.7                         |                            |
| молдавский                         | 1                                  |                                    | 5.0                         |                            |
| нанайский                          | 1                                  |                                    | 0.5                         |                            |
| немецкий                           | 106                                |                                    | 125.2                       |                            |
| ненецкий                           | 1                                  |                                    | 3.0                         |                            |
| нивхский                           | 1                                  |                                    | 0.5                         |                            |
| ногайский                          | 3                                  |                                    | 01.5                        |                            |
| осетинский                         | 40                                 |                                    | 79.7                        |                            |
| румынский                          | 1                                  |                                    |                             |                            |
| русский                            | 118378                             |                                    | 641659.2                    |                            |
| табасаранский                      | 8                                  |                                    | 5.0                         |                            |
| таджикский                         | 1                                  |                                    | 4.0                         |                            |
| татарский                          | 280                                |                                    | 1775.5                      |                            |
| тувинский                          | 14                                 |                                    | 22.9                        |                            |
| турецкий                           | 3                                  |                                    | 1.8                         |                            |
| туркменский                        | 2                                  |                                    | 4.0                         |                            |
| удмуртский                         | 5                                  |                                    | 10.9                        |                            |
| узбекский                          | 3                                  |                                    | 9.5                         |                            |
| украинский                         | 7                                  |                                    | 5.1                         |                            |
| финский                            | 3                                  |                                    | 4.5                         |                            |
| французский                        | 61                                 |                                    | 242.6                       |                            |
| хакасский                          | 13                                 |                                    | 10.5                        |                            |
| цахурский                          | 1                                  |                                    | 0.5                         |                            |
| церковнославянский                 | 17                                 |                                    | 117.0                       |                            |
| чеченский                          | 5                                  |                                    | 13.0                        |                            |
| чувашский                          | 74                                 |                                    | 174.5                       |                            |
| шведский                           | 1                                  |                                    | 1.5                         |                            |
| эвенкийский                        | 1                                  |                                    | 0.5                         |                            |
| эвенский                           | 1                                  |                                    | 0.3                         |                            |
| эрзянский                          | 19                                 |                                    | 9.7                         |                            |
| эсперанто                          | 5                                  |                                    | 2.0                         |                            |
| эфиопский                          | 1                                  |                                    | 0.5                         |                            |
| якутский (саха)                    | 141                                |                                    | 400.0                       |                            |
| японский                           | 3                                  |                                    | 4.5                         |                            |
|                                    |                                    |                                    |                             |                            |

## Язык сайтов госорганов
| Значение цветов                              |
| -------------------------------------------- |
| сайт или все сайты на государственных языках |
| сайты только на русском                      |
| один сайт из двух на государственных языках  |

|                    | язык сайта госоргана                |                                                                       |
| Республика/АО      | парламент                           | правительство                                                         |
| Адыгея             | русский, есть новости на адыгейском | русский, адыгейский                                                   |
| Алтай              | русский                             | русский                                                               |
| Башкортостан       | русский, башкирский                 | русский, башкирский, английский                                       |
| Бурятия            | русский, бурятский                  | русский, бурятский, английский                                        |
| Дагестан           | русский, английский                 | русский                                                               |
| Ингушетия          | русский есть новости на ингушском   | русский                                                               |
| Кабардино-Балкария | русский                             | русский                                                               |
| Калмыкия           | русский                             | русский                                                               |
| Карачаево-Черкесия | русский                             | русский                                                               |
| Карелия            | русский                             | русский, английский                                                   |
| Крым               | русский                             | русский                                                               |
| Коми               | русский, коми                       | русский, коми, английский                                             |
| Марий Эл           | русский                             | русский                                                               |
| Мордовия           | русский                             | русский, эрзянский, мокшанский, английский                            |
| Саха               | русский, есть новости на якутском   | русский, якутский, английский                                         |
| Северная Осетия    | русский                             | русский                                                               |
| Татарстан          | русский, татарский                  | русский, татарский, английский                                        |
| Тыва               | русский                             | русский, есть новости на тувинском                                    |
| Удмуртия           | русский, есть новости на удмуртском | русский                                                               |
| Хакасия            | русский                             | русский                                                               |
| Чечня              | русский                             | русский                                                               |
| Чувашия            | русский, чувашский                  | русский, чувашский                                                    |
| Ненецкий АО        | русский, английский                 | русский, английский, ненецкий (при нажатие показывает русскую версию) |
| Чукотский АО       | русский                             | русский, английский                                                   |
| ХМАО               | русский                             | русский, английский, китайский, немецкий                              |
| ЯНАО               | русский                             | русский, английский                                                   |
| Еврейская АО       | русский                             | русский, английский, китайский, иврит                                 |

## Изменения в законодательстве
16 января 2023 года Государственная дума РФ приняла поправки к ФЗ «О государственном языке РФ», запрещающие излишнее употребление иностранных слов, кроме тех, которые не имеют общеупотребительных аналогов в русском языке. Также при использовании русского языка как государственного «не допускается употребление слов и выражений, не соответствующих нормам современного русского литературного языка». А ранее в основы государственной культурной политики была включена «борьба с нецензурными словами и излишним использованием иностранной лексики».
Изменения вводят соответствующие учебные пособия: нормативные словари, грамматики и справочники. Конкретно определены сферы, где русский язык является обязательным, в частности это государственные и муниципальные информационные системы, информация для потребителей, образование. В поправках указано, что «соблюдение норм русского языка обязательно во взаимоотношениях органов власти РФ всех уровней, а также в официальной переписке организаций всех форм собственности с гражданами РФ и иностранцами».
17 июля 2025 года Владимир Путин своим указом утвердил  «Основы языковой политики в России» - доктринальный документ, определяющий стратегию защиты и развития русского языка, государственных языков республик России и других языков народов России. Одним из важных направлений внедряемой системы защитных мер станет развёртывание тестирования несовершеннолетних иностранных граждан на знание русского языка.